# Anthemis peregrina
Anthemis peregrina là một loài thực vật có hoa trong họ Cúc. Loài này được L. mô tả khoa học đầu tiên năm 1759.